# Orthophytum roseum
Orthophytum roseum är en gräsväxtart som beskrevs av Elton Martinez Carvalho Leme. Orthophytum roseum ingår i släktet Orthophytum och familjen Bromeliaceae. Inga underarter finns listade i Catalogue of Life.